# Sohodolls
Soho Dolls es un grupo británico de música electrónica proveniente de Londres. El grupo fue conformado en el 2003, y siguiendo varios cambios en las alineaciones, actualmente (octubre de 2007), el grupo está conformado por Maya von Doll (vocalista), Toni Sailor (guitarra), y Weston Doll (teclado).  Son acompañados por otros músicos en escena.
El grupo, cuyo nombre a veces va espaciado como Soho Dolls, ha descrito su sonido como una mezcla entre "descomposición y encanto desesperado" y el "salvajismo y el sexo".  Su álbum de debut fue lanzado en septiembre del 2007 bajo el nombre de "Ribbed Music for the Numb Generation" por la discográfica A&G Records.

## gira (de conciertos)
Realizaron una gira por Europa que estuvo conformada por los conciertos de Moscú,Estambul, Roma, Berlín, París, Barcelona, Viena, Bruselas, Hamburgo, Madrid, Piza, Colonia, Oslo, Múnich y Los Ángeles (América). Han realizado conciertos por casi todo el Reino Unido. También han salido de giras acompañados por otros grupos de electrónica como Ladytron, Vive La Fete, She Wants Revenge, Magic Numbers, Soulwax y The Charlatans.
Para promover el lanzamiento de su primer álbum, Soho Dolls se han embarcado en su más amplia gira hasta el momento, comenzando en Londres, el 4 de septiembre del 2007, y continuando con alrededor de 34 conciertos por todo el Reino Unido.

## Discografía

### Álbumes
- 2007: "Ribbed Music for the Numb Generation"

1. Stripper
2. Prince Harry
3. My Vampire
4. Right And Right Again
5. Trash The Rental
6. I'm Not Cool
7. Bang Bang Bang Bang
8. The Rest For The Wicked
9. Weekender
10. Pleasures Of Soho
11. No Regrets
12. 1724

### EP
- "Prince Harry EP"
- "Stripper EP"

### Sencillos
- 2005: "Prince Harry"
- 2006: "Stripper"
- 2006: "No Regrets"
- 2007: "My Vampire"
- 2007: "Right and Right Again"
- 2008: "Bang Bang"